# John Fritsche junior
John Fritsche junior (* 3. September 1991 in Parma, Ohio) ist ein US-amerikanisch-schweizerischer Eishockeyspieler, der zuletzt bis zum Saisonende 2020/21 beim Genève-Servette HC in der National League unter Vertrag stand. Er besitzt neben der amerikanischen Staatsbürgerschaft auch einen Schweizer Pass und fällt somit nicht unter das Ausländerkontingent in der Schweiz.
Fritsche entstammt einer Eishockeyfamilie, bereits sein Vater John war professioneller Eishockeyspieler und auch sein Bruder Jason sowie seine Cousins Tom und Dan sind in diesem Sport aktiv.

## Karriere
Fritsche begann seine Karriere in der Saison 2008/09 bei den Alpena IceDiggers in der amerikanischen Juniorenliga North American Hockey League. Nach einem kurzen Engagement bei den Green Bay Gamblers in der United States Hockey League wechselte er innerhalb der Liga zu den Youngstown Phantoms, wo er die komplette Spielzeit 2010/11 verbrachte. 
Im Sommer 2011 entschied sich der Angreifer für einen Wechsel nach Europa und wechselte in die National League A zum Schweizer Klub SC Bern, die ihn jedoch während der laufenden Saison 2011/12 im Austausch gegen Adrian Brunner zum Ligakonkurrenten Genève-Servette HC transferierten. Dort spielte er zwei Jahre lang mit seinem Cousin Dan in einer Mannschaft und gewann im Jahr 2013 den Spengler Cup. Im Januar 2014 wurde der gebürtige US-Amerikaner im Rahmen eines erneuten Tauschgeschäftes an Fribourg-Gottéron abgegeben, wo er bis 2018 auf dem Eis stand. Zur Saison 2018/19 kehrte er zum Genève-Servette HC zurück.

## Erfolge und Auszeichnungen
- 2013 Gewinn des Spengler Cups mit Genève-Servette HC